# Isabel de Saint Malo
Isabel de Saint Malo de Alvarado (Ciudad de Panamá, 27 de junio de 1968) es una diplomática y política panameña. Tras las elecciones presidenciales del 4 de mayo de 2014, fue escogida como vicepresidenta dentro de la fórmula de Juan Carlos Varela, apoyado por los partidos Panameñista y Popular. Desde el 1 de julio de 2014 hasta el 1 de julio de 2019 fue la Vicepresidenta de Panamá y también 
Ministra de Relaciones Exteriores del país.

## Vida profesional
En 1989 se graduó de Relaciones Internacionales en la Universidad de Saint Joseph's en Pensilvania, Estados Unidos y en 1995 obtuvo una maestría en administración de negocios en la Nova Southeastern University.
En 1988 trabajó como pasante en la Embajada de Panamá en Washington D. C. y en 1989 trabajó en el Centro para la Democracia en la misma ciudad. Desde 1990 hasta 1992 laboró en la Misión Permanente de Panamá en las Naciones Unidas, y entre 1992 y 1994 laboró en el Ministerio de Relaciones Exteriores como asistente del viceministro y luego como asistente del ministro.
Trabajó como parte del Programa de las Naciones Unidas para el Desarrollo capítulo de Panamá, entre 1994 y 2008, y en 2006 fue nombrada directora del Consenso Nacional. Desde 2008 se ha desarrollado como consultora independiente.
Por su labor fue reconocida por la Asociación Panameña de Ejecutivos de Empresa (APEDE) como la mujer destacada del 2012.

## Vida política
Ingresó a la vida política en enero de 2014, cuando el candidato por la alianza panameñista Juan Carlos Varela la nominó como su compañera de fórmula, a pesar de que no tenía experiencia política y era considerada independiente. Luego de la victoria en las elecciones presidenciales de mayo de 2014, asumió la vicepresidencia de la República, convirtiéndose en la primera mujer en  el cargo.